# Klaus Fredenhagen
Klaus Fredenhagen (né le 1er décembre 1947) est un physicien théoricien allemand qui travaille sur les fondements mathématiques de la Théorie quantique des champs.

## Biographie
Klaus Fredenhagen est né le 1er décembre 1947 à Celle, une ville allemande de Basse-Saxe. Il est diplômé en 1976 de l'Université de Hambourg sous la direction de Gert Roepstorff et Rudolf Haag. En 1985, il est privatdozent et en 1990 professeur titulaire au deuxième institut théorique de l'Université de Hambourg. Depuis 2013, il est professeur émérite et continue d'être actif dans la recherche.

## Carrière scientifique
Ses recherches portent sur la théorie algébrique des champs quantiques et la théorie quantique des champs dans l'espace-temps courbe. En 1981, il prouve l'existence d'antiparticules dans les théories quantiques massives des champs sans utiliser l'invariance CPT. En 1990, lui et Rudolf Haag apportent d'importantes contributions à la compréhension du rayonnement de Hawking des trous noirs sur une base mathématique rigoureuse. En 1994, avec Sergio Doplicher et John E. Roberts, il étudie les fondements mathématiques de la gravité quantique en termes de structure quantique de l'espace-temps à l'échelle de Planck. En 1996, avec Romeo Brunetti, il commence à travailler sur la généralisation de la procédure de renormalisation d'Epstein-Glaser des théories quantiques des champs en interaction dans l'espace-temps courbe en utilisant des techniques d'analyse microlocale. Il travaille ensuite, avec Detlev Buchholz, sur une nouvelle approche algébrique C* des théories quantiques des champs en interaction.
En 1987, Klaus Fredenhagen reçoit le prix de physique de l'Académie des sciences de Göttingen et en 1997, il est professeur Leibniz à l'Université de Leipzig. En décembre 2017, l'atelier Physique quantique rencontre les mathématiques a lieu en l'honneur de son 70e anniversaire à l'Université de Hambourg.